# فرودگاه بین‌المللی دیور-پر
فرودگاه بین‌المللی دیور-پِر (انگلیسی: Győr-Pér International Airport) یک فرودگاه همگانی در مجارستان با کد یاتای QGY است و در ارتفاع ۱۲۹ متری از سطح دریا واقع شده‌است.